# جسی داگلاس
جس داگلاس (انگلیسی: Jesse Douglas؛ ۳ ژوئیهٔ ۱۸۹۷ – ۷ سپتامبر ۱۹۶۵) ریاضی‌دان اهل ایالات متحده آمریکا بود.
وی همچنین برنده جوایزی همچون مدال فیلدز شده است.